# Родригес, Вальтер
Вальтер Давид Родригес Бургос (исп. Walter David Rodríguez Burgos; родился 7 октября 1995 года в Луке) — парагвайский футболист, полузащитник клуба «Хенераль Кабальеро» (Мальоркин).

## Биография
Родригес — воспитанник клуба «Спортиво Лукеньо». 6 декабря 2014 года в матче против «Депортиво Капиата» он дебютировал в парагвайской Примере. Летом 2015 года Вальтер перешёл в итальянскую «Парму», за которую выступал в Серии D, после процедуры банкротства. В начале 2017 года Родригес вернулся на родину подписав контракт со столичным «Насьоналем». 6 февраля в матче против «Депортиво Капиата» он дебютировал за новую команду.
В начале 2018 года Родригес перешёл в «Депортиво Капиата». 3 февраля в матче против «Хенераль Диас» он дебютировал за новый клуб. 18 марта в поединке против «Либертада» Вальтер забил свой первый гол за «Депортиво Капиата».